# Grêmio de Esportes Maringá
 Grêmio de Esportes Maringá, kortweg  Grêmio Maringá is een Braziliaanse voetbalclub uit de stad Maringá in de staat Paraná.

## Geschiedenis
De club werd in 1961 opgericht. Op 28 januari 1962 speelde de club haar eerste officiële wedstrijd in het nieuwe Estádio Willie Davids in Maringá. Grêmio won in 1963 en 1964 al het staatskampioenschap, een derde en tot dusver laatste titel volgde in 1977. De bijnaam Galo deed de club op in de jaren 1970, toen zij bekend werden als Galo de Ouro; letterlijk betekent dit goudhaantje.
Door de jaren heen nam de club zo nu en dan en met wisselend succes deel aan nationale competities. In 1988 presteerde zij het beste door in de tweede divisie mee te doen. In het staatskampioenschap bleef het team vrijwel altijd een van de subtoppers. Korte uitstapjes naar lagere statelijke divisies kwamen echter wel voor.
In 2004 degradeerde de club uit de hoogste klasse en trok daarna zijn team terug. De club Galo Maringá werd opgericht als opvolger, dat in 2006 fuseerde met ADAP tot ADAP Galo Maringá FC. In 2010 keerde Grêmio terug naar de lagere reeksen van het staatskampioenschap. In 2011 promoveerde de club naar de tweede klasse. Na twee seizoenen degradeerde de club. In 2015 promoverede de club weer en bij de terugkeer bereikten ze de halve finale, waar ze uitgeschakeld werden door Prudentópolis. In 2017 volgde echter een nieuwe degradatie.

## Erelijst
Campeonato Paranaense
1963, 1964, 1977